# Reserva natural fluvial
La reserva natural fluvial es una figura de protección española aplicada a tramos de ríos.

## Descripción
Esta figura de protección fue establecida por la Ley 11/2005, de 22 de junio. Las primeras reservas naturales fluviales de España fueron declaradas oficialmente el 20 de noviembre de 2015, un total de 82. Su finalidad es preservar sin alteraciones aquellos tramos de ríos con escasa o nula intervención humana, siendo un subtipo de la más amplia categoría de «reservas hidrológicas por motivos ambientales» reguladas en el artículo 25 del Plan Hidrológico Nacional. En febrero de 2017 se declararon 53 reservas naturales fluviales más.